# Dwayne Jones
Dwayne Jones, né le 9 juin 1983, à Morgantown, en Virginie-Occidentale, est un joueur américain de basket-ball. Il évolue au poste de pivot.

## Palmarès
- Meilleur rebondeur NBA Development League 2006, 2009, 2010, 2013
- All-NBDL First Team 2010